# Ji'an (Jilin)
Ji'an (Chinees: 集安, pinyin: Jí'ān) is een stad in de prefectuur Tonghua in de provincie Jilin in de China. Ji'an heeft ongeveer 230.000 inwoners. 

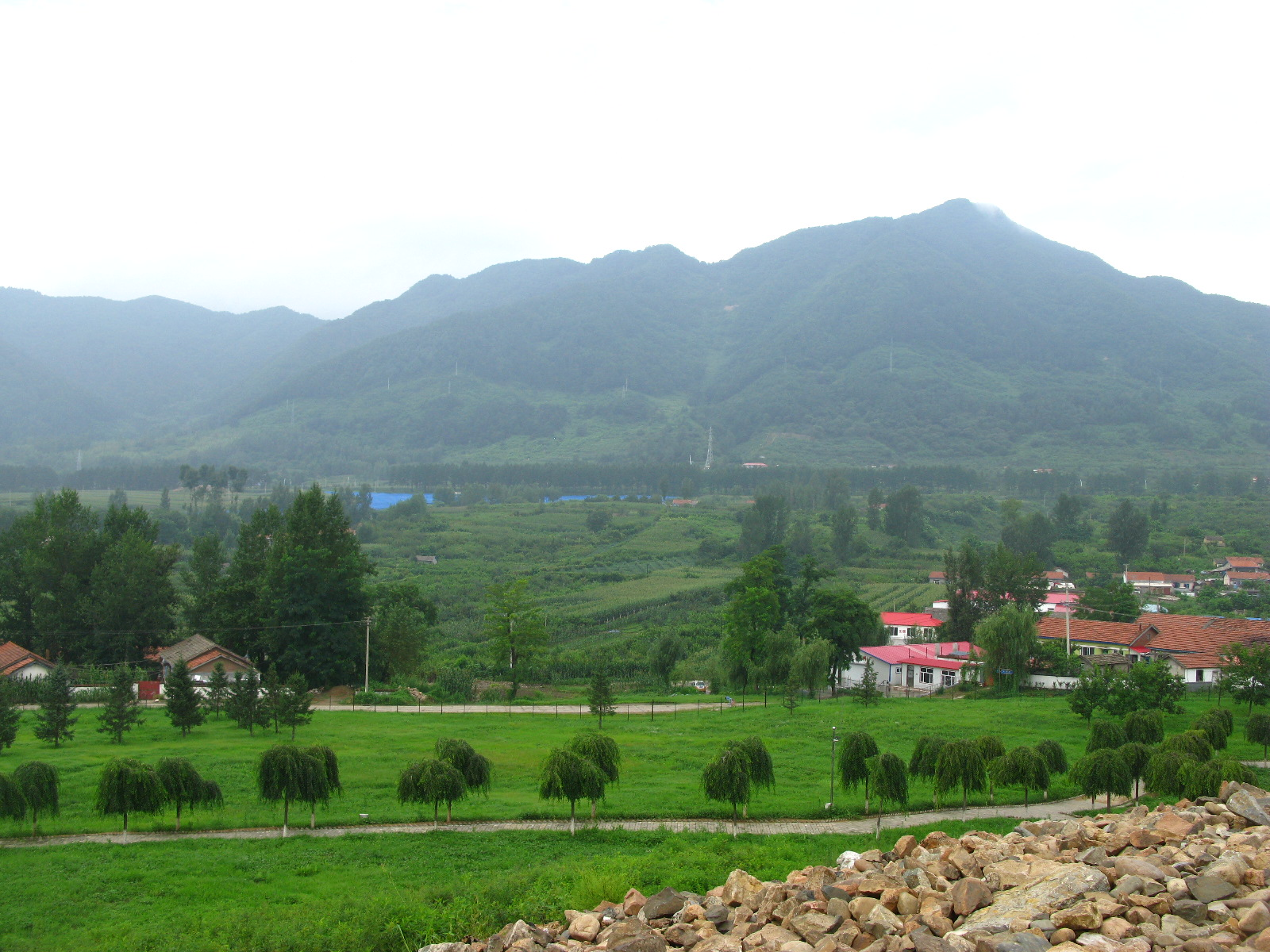
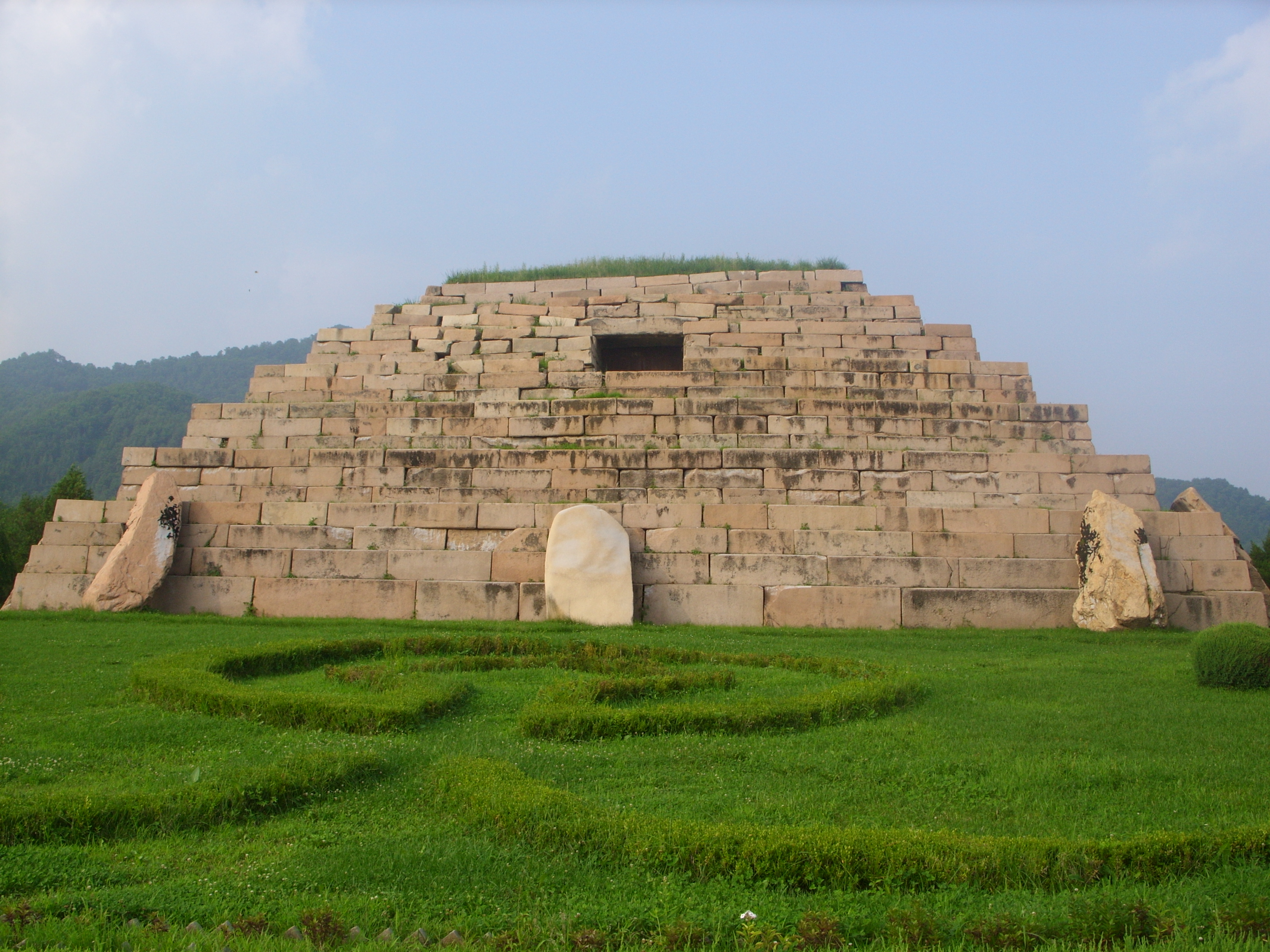
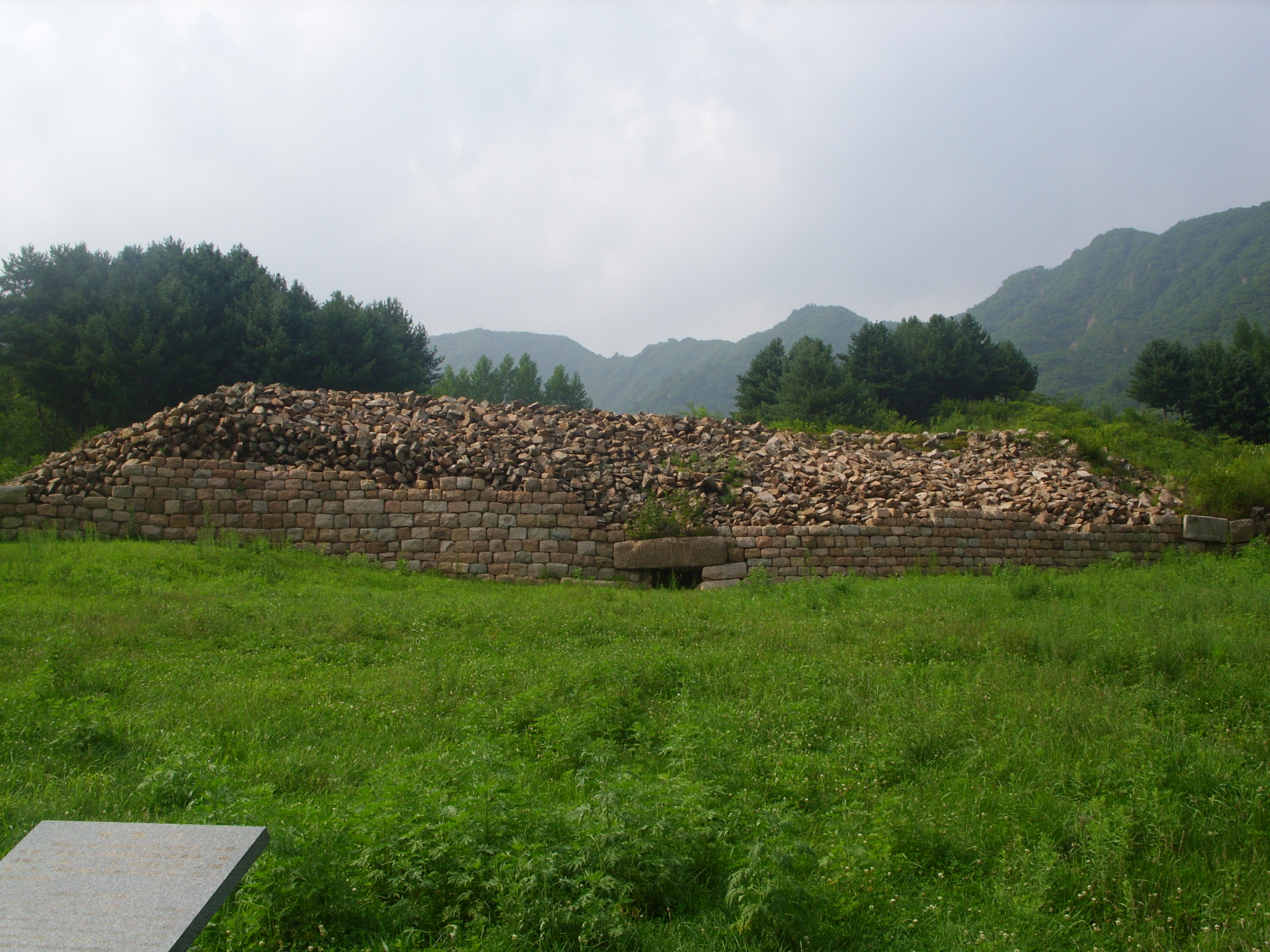
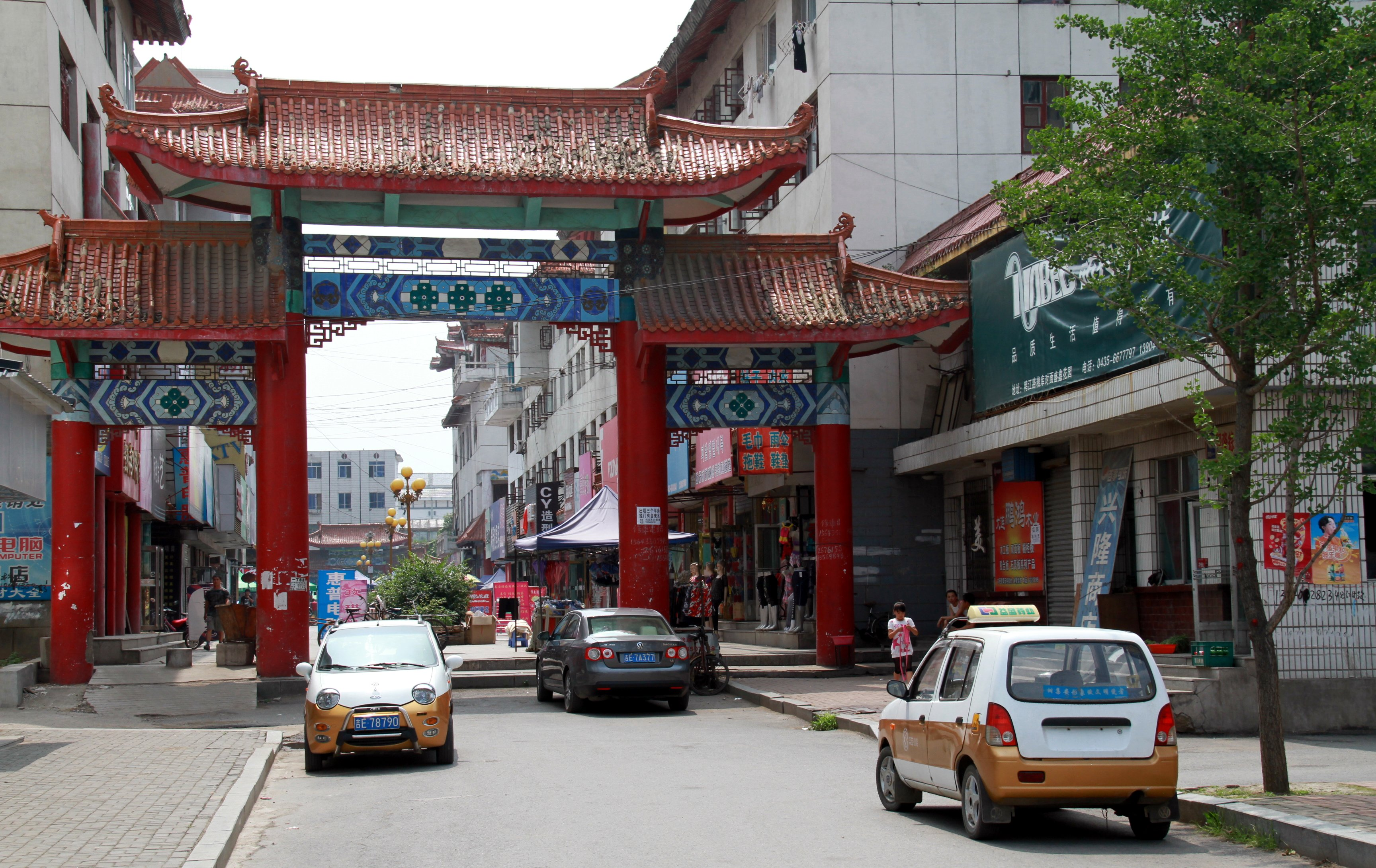
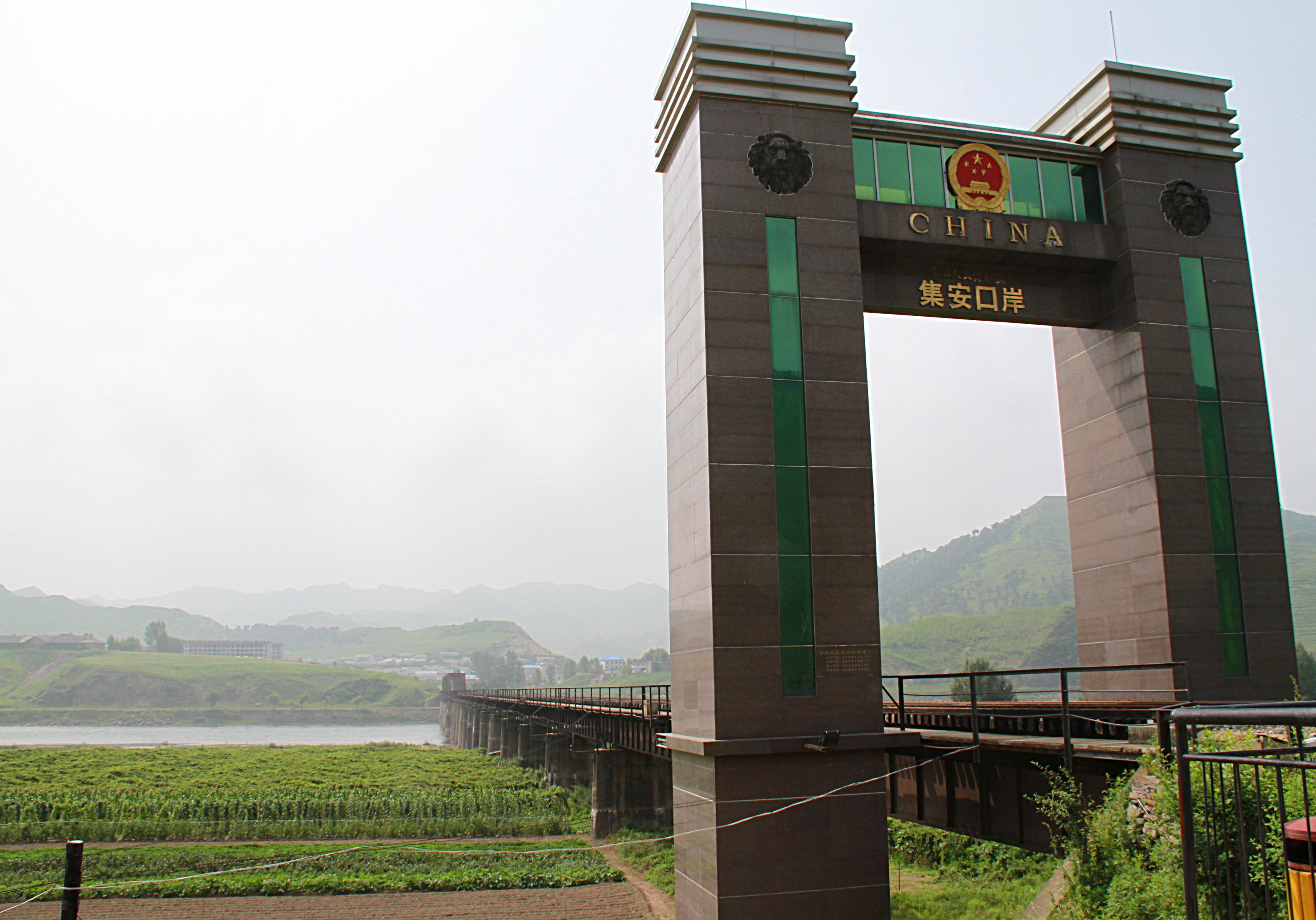
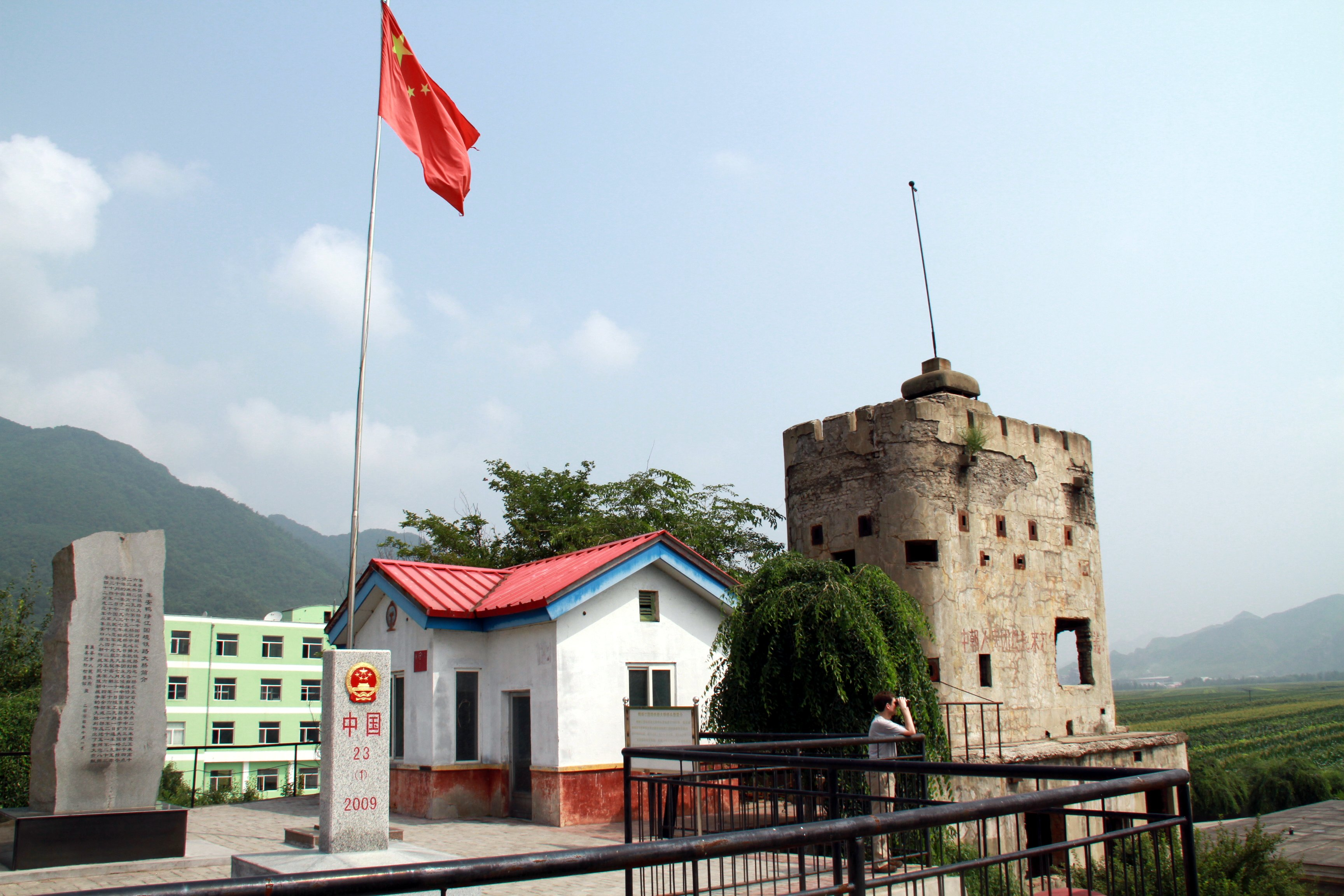